# De Blob
de Blob je naslov nadolazeće videoigre puzzle žanra za platforme Wii i Nintendo DS proizvedena u Blue Tongueu za Wii i u Helixeu za Nintendo DS. Obje verzije su izdane od strane THQ i spremne za izlazak svugdje na svijetu u veljači, 2008.

## Povijest
de Blob su originalno proizveli kao besplatnu download igru za PC devetorica studenata studirajući Game Design & Development u Utrecht Scool of the Arts smještenoj u Nizozemskoj. THQ je primijetio igru i bio vrlo impresioniran timovim radom, te je pribavio prava na igru od originalnog tima te je proslijedio igru BlueTongueu i Helixu, a oni odonda proizvode vlastite verzije za Wii i DS.  Arhivirana inačica izvorne stranice od 20. kolovoza 2012. (Wayback Machine)

## Sinopsis
de Blob je akcijski puzzle naslov koji dozvoljava igračima da istraže i oslobode izvanzemaljski grad od zle I.N.K.T. korporacije koja je preuzela grad i zabranila sve boje i zabavu iz života.

## Način igre
Način igre de Bloba je vrlo jednostavan. Igrač se kotrlja uokolo te udara u gradske zgrade koje onda mijenjaju boju u boju de Bloba.

## Vanjske poveznice
- IGN Wii stranica o de Blobu  Arhivirana inačica izvorne stranice od 19. siječnja 2012. (Wayback Machine)
- Službena THQ-ova web stranica
- Službena Blue Tongue-va web stranica
- Web stranica originalne PC igre
- Hrvatski Wii portal  Arhivirana inačica izvorne stranice od 14. veljače 2019. (Wayback Machine)